# Дарнашки села
Дарнакохо̀рия или Дарнашките села (на гръцки: Νταρνακοχώρια, Δαρνακοχώρια, в превод Дарнашки села) е историко-географска и етнографска област в района на град Сяр, Егейска Македония, Гърция.
Дарнашките села са няколко села в подножието на планината Сминица, които преди Балканската война от 1912 година са единствените гръцки села в населеното с българи и турци Сярско поле. В миналото жителите на тези села са наричани дарнаци. Това название произхожда от думата δάρε, която местните употребявали вместо τώρα (сега). Като се основава върху някои местни предания Стефан Веркович твърди, че дарнаците са преселени от Тива.
Към Дарнакохория принадлежат: Везник (Агио Пневма), Субашкьой (Нео Сули), Сармусакли (Пендаполи), Тополян (Хрисо) и Довища (Емануил Папас). Понякога към Дарнашките села е причислявано и Тумба.